# Siddington (Gloucestershire)
Siddington – wieś w Anglii, w hrabstwie Gloucestershire. Leży 28 km na południowy wschód od miasta Gloucester i 128 km na zachód od Londynu.